# Montana (lớp thiết giáp hạm)
Lớp thiết giáp hạm Montana là một lớp thiết giáp hạm được vạch kế hoạch cho Hải quân Hoa Kỳ nhằm nối tiếp lớp Iowa; sẽ chậm hơn nhưng lớn hơn, có vỏ giáp tốt hơn và hỏa lực vượt trội. Năm chiếc đã được chấp thuận để chế tạo trong giai đoạn Chiến tranh Thế giới thứ hai, nhưng những thay đổi trong thứ tự ưu tiên chế tạo đã đưa đến việc hủy bỏ chúng để chế tạo lớp tàu sân bay Essex trước khi có bất kỳ lườn của lớp Montana nào được đặt.
Với một dàn hỏa lực dự định bao gồm 12 khẩu pháo 406 mm (16 inch) và một khả năng phòng không lớn hơn nhiều so với lớp Iowa dẫn trước, cũng như là một đai giáp dày hơn, Montana sẽ là những thiết giáp hạm lớn nhất, được bảo vệ tốt nhất và được vũ trang mạnh nhất mà Hoa Kỳ từng đưa ra hoạt động. Chúng sẽ là lớp thiết giáp hạm duy nhất của Hải quân Mỹ có thể đối chọi với lớp Yamato của Hải quân Nhật về vỏ giáp, vũ khí và trọng lượng rẽ nước.
Việc thiết kế sơ thảo cho lớp Montana đã bắt đầu trước khi Mỹ tham gia Chiến tranh Thế giới thứ hai, và hai chiếc đầu tiên đã được Quốc hội chấp thuận vào năm 1939 khi thông qua Đạo luật Vinson thứ hai. Việc Nhật Bản tấn công Trân Châu Cảng đã trì hoãn việc chế tạo lớp Montana; rồi sự thành công của tàu sân bay trong trận chiến biển Coral, và ở một tầm cỡ rộng lớn hơn trong trận Midway, đã hạ thấp giá trị của thiết giáp hạm. Vì vậy, Hải quân Mỹ chọn hủy bỏ lớp Montana để ưu tiên đóng các tàu sân bay, tàu đổ bộ và tàu chống tàu ngầm đang rất cần đến; cho dù việc đặt hàng của lớp Iowa được giữ lại vì chúng đủ nhanh để hộ tống lớp tàu sân bay Essex mới. Montana là lớp thiết giáp hạm cuối cùng được Hải quân Mỹ thiết kế nhưng chưa từng được đặt lườn; bốn chiếc Iowa đã hoàn tất là những chiếc cuối cùng được đưa vào hoạt động.

## Lịch sử thiết kế

### Bối cảnh

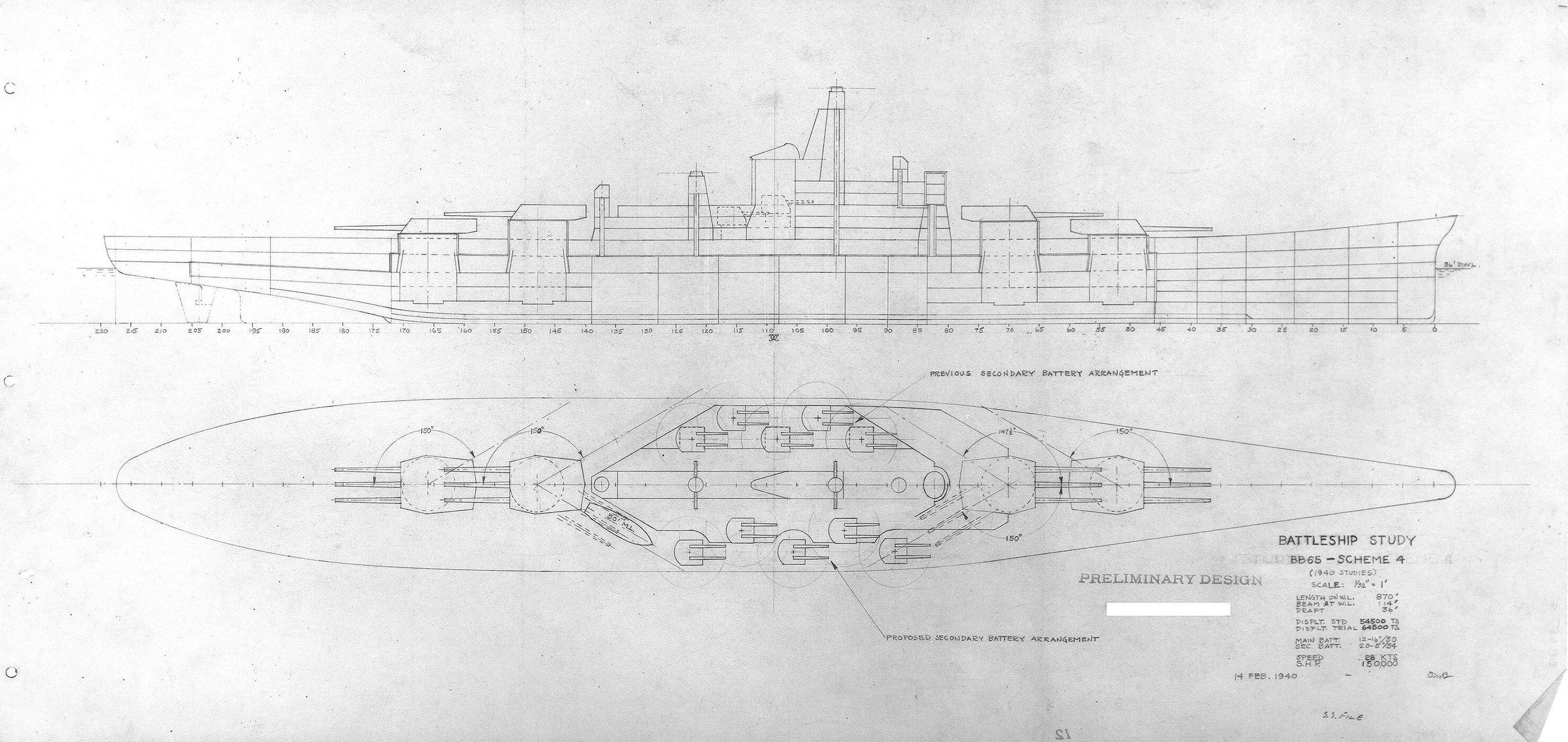
Kế hoạch nghiên cứu năm 1940

Khi hoàn cảnh chính trị tại Châu Âu và Châu Á đang xấu đi trong những năm trước Chiến tranh Thế giới thứ hai, Carl Vinson, Chủ tịch Ủy ban Hải quân của Hạ viện Mỹ đã tiến hành một Kế hoạch Hải quân Vinson, nhằm mục đích đưa Hải quân Hoa Kỳ lên một sức chiến đấu đáng kể sau những cắt giảm do suy thoái cùng những hiệp ước giới hạn hải quân trong những năm 1930. Trong một phần của kế hoạch chung, Quốc hội đã thông qua Đạo luật Vinson thứ hai vào năm 1938, dọn đường cho việc chế tạo bốn thiết giáp hạm nhanh thuộc lớp South Dakota (mang ký hiệu lườn từ BB-57 đến BB-60) và hai chiếc đầu tiên của lớp Iowa (mang ký hiệu lườn BB-61 và BB-62). Thêm bốn thiết giáp hạm mang ký hiệu lườn từ BB-63 đến BB-66 được chấp thuận cho chế tạo vào năm 1940, trong đó hai chiếc cuối cùng được dự định sẽ là những chiếc đầu tiên của lớp Montana. Đến năm 1942, điều rõ ràng đối với giới chỉ huy Hải quân cao cấp là họ cần thiết giáp nhanh càng nhiều càng tốt, nên các ký hiệu lườn BB-65 và BB-66 được dành cho các thiết giáp hạm nhanh Illinois và Kentucky.
Lo lắng về việc lớp thiết giáp hạm Yamato của Nhật Bản đang được chế tạo, Hải quân Mỹ bắt đầu những công việc sơ thảo lớp "siêu thiết giáp hạm" tải trọng 58.000 ngay từ năm 1938. Với mười hai khẩu pháo 406 mm (16 inch), lớp tàu mới này được đặt tên Montana và được Quốc hội Hoa Kỳ dọn đường cho chế tạo khi thông qua Đạo luật Hải quân hai đại dương vào năm 1940; và ngân quỹ cho những con tàu mới được chấp thuận vào năm 1941. Những con tàu này, những thiết giáp hạm cuối cùng mà Hải quân Mỹ đặt hàng, mang các ký hiệu lườn từ BB-67 đến BB-71.
Việc hoàn tất lớp Montana cùng với hai thiết giáp hạm cuối cùng của lớp Iowa được dự tính sẽ cho phép Hải quân Mỹ có một ưu thế về hải quân đáng kể so với mọi quốc gia khác, hoặc khả dĩ kết hợp các quốc gia khác, với tổng cộng 17 thiết giáp hạm mới vào cuối những năm 1940. Những chiếc Montana cũng là những thiết giáp hạm Hoa Kỳ duy nhất tiếp cận gần đến những chiếc Yamato và Musashi của Nhật Bản về kích cỡ và hỏa lực.

### Thiết kế
Những kế hoạch ban đầu cho lớp thiết giáp hạm Montana được khởi sự từ năm 1939, vào lúc mà tàu sân bay được cho là kém quan trọng hơn so với thiết giáp hạm. Hải quân Hoa Kỳ bắt đầu thiết kế một kiểu thiết giáp hạm trọng lượng 65.000 tấn Anh (66.000 t) để đối phó với mối đe dọa của lớp thiết giáp hạm Yamato của Hải quân Nhật Bản. Cho dù Hải quân chỉ biết chút ít về lớp Yamato, những thiết giáp hạm mới của Nhật được đồn đại rằng sẽ có dàn pháo chính 16 inch (406 mm). Thoạt tiên thiết kế được đề ra với trọng lượng 45.000 tấn Anh (46.000 t), nhưng sau khi đánh giá sơ bộ, Ủy ban Tư vấn Thiết kế Thiết giáp hạm đã tăng trọng lượng chiếc thiết giáp hạm được đề nghị lên 58.000 tấn Anh (59.000 t).
Vào lúc đó, nhóm thiết kế đề ra một sơ thảo cho lớp Montana, vốn sẽ không bị giới hạn về chiều rộng mạn tàu bởi kênh đào Panama, mạnh hơn 25% trong cả khía cạnh tấn công lẫn phòng thủ khi so sánh với mọi thiết giáp hạm khác đã hoàn tất hay đang được đóng, và có khả năng chịu đựng đạn pháo "siêu nặng" 2.700 lb (1.200 kg) bắn ra bởi các thiết giáp hạm Mỹ trang bị pháo 16 inch (406 mm)/45 cal Mark 6 hay pháo 16 inch (406 mm)/50 cal Mark 7. Cho dù không bị ràng buộc về kích cỡ bởi kênh đào Panama, chiều dài và chiều cao của lớp Montana bị giới hạn bởi một trong những xưởng tàu sẽ đóng chúng: Xưởng hải quân Brooklyn không thể đóng một con tàu với trọng lượng 58.000 tấn Anh (59.000 t), và những tàu đóng xong phải đủ thấp để băng qua bên dưới chiều cao tĩnh không của cầu Brooklyn khi thủy triều thấp.
Sau những tranh luận trong nội bộ nhóm thiết kế về việc lớp Montana sẽ nhanh, đạt đến tốc độ 33 kn (38 mph; 61 km/h) của lớp Iowa, hay sẽ tăng cường pháo và vỏ giáp, ưu tiên về hỏa lực đã được chọn thay vì tốc độ. Khi cho lớp Montana quay trở lại tốc độ tối đa 28 kn (32 mph; 52 km/h) chậm hơn của các lớp North Carolina và South Dakota, những nhà thiết kế hải quân đã có thể tăng cường lớp vỏ giáp của Montana, cho phép chúng chịu đựng được hỏa lực đối phương với cỡ đạn pháo tương đương. Tuy nhiên nó lại giới hạn khả năng hộ tống và bảo vệ các tàu sân bay đặt căn cứ tại Thái Bình Dương, vì Montana chỉ được trang bị tám nồi hơi Babcock & Wilcox vốn chỉ cho phép chúng di chuyển ở tốc độ khoảng 27–28 kn (31–32 mph; 50–52 km/h).

### Số phận

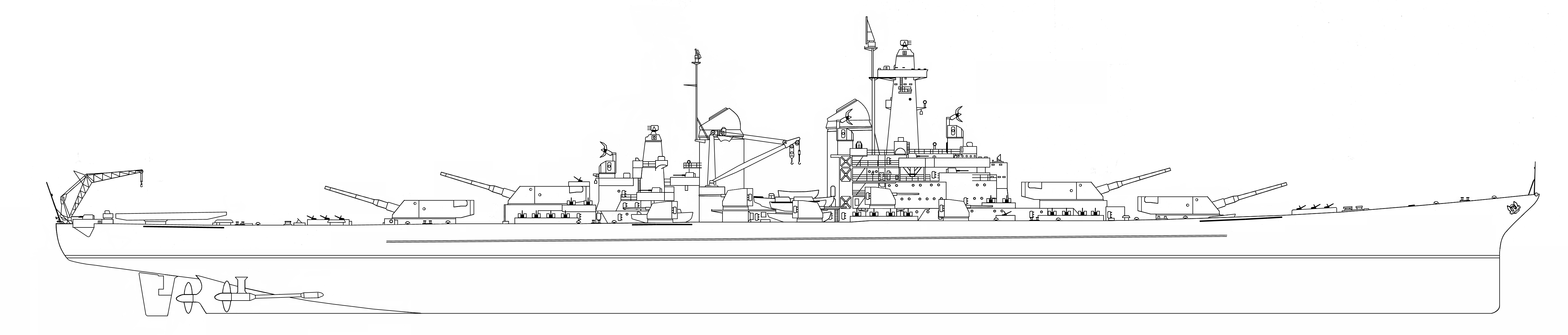
Sơ đồ thiết kế lớp thiết giáp hạm Montana

Đến tháng 1 năm 1941, các nhà thiết kế đã đạt đến giới hạn 58.000 tấn Anh (59.000 t), và tập trung những nỗ lực vào việc gia tăng trọng lượng choán nước để tăng cường vỏ giáp và hỏa lực của con tàu. Cùng lúc đó, họ quyết định áp dụng tăng thêm đôi chút chiều dài và giảm công suất để sắp xếp tốt hơn hệ thống động lực cũng như cải tiến các khoang bên trong, và lựa chọn dàn pháo hạng hai bao gồm nhiều tháp pháo 5 inch (127 mm)/54 caliber nòng đôi thay vì kiểu pháo 5 inch (127 mm)/38 caliber sử dụng trên lớp Iowa. Đến lúc này, thiết kế thuần túy của lớp Montana phần nào tương đồng như của lớp Iowa, khi chúng được trang bị cùng cỡ nòng pháo chính và pháo hạng hai; tuy nhiên Montana có vỏ giáp dày hơn, có thêm ba khẩu pháo chính, và dài hơn 22 ft (6,7 m) cùng rộng hơn 13 ft (4,0 m) so với lớp Iowa.
Thiết kế của lớp Montana được thông qua vào tháng 4 năm 1942; việc chế tạo được Quốc hội Hoa Kỳ phê duyệt và kế hoạch hoàn tất được ước lượng khoảng từ 1 tháng 7 đến 1 tháng 11 năm 1945. Hải quân đặt hàng các con tàu vào tháng 5 năm 1942, nhưng việc chế tạo lớp Montana bị tạm dừng vì các xưởng tàu dự định chế tạo chúng đang chế tạo các thiết giáp hạm lớp Iowa và tàu sân bay lớp Essex. Cả hai kiểu tàu này đang có độ ưu tiên cao: Iowa có thể bảo vệ bảo vệ những chiếc lớp Essex nhờ dàn hỏa lực phòng không 20 mm và 40 mm và đủ nhanh để theo kịp các tàu sân bay, và bản thân Essex đang cần thiết để chiếm ưu thế trên không bên trên các đảo tại Thái Bình Dương và đánh chặn các tàu chiến của Hải quân Đế quốc Nhật Bản. Vì vậy toàn bộ việc chế tạo lớp Montana bị tạm dừng vào tháng 5 năm 1942, trước khi có bất kỳ chiếc nào được đặt lườn; và đến tháng 7 năm 1943 thì việc chế tạo lớp Montana bị hủy bỏ do kết quả của trận Midway, khi xu hướng của hải chiến chuyển đổi từ đối đầu hạm tàu nổi sang việc chiếm ưu thế trên không, nghĩa là chuyển ưu tiên từ thiết giáp hạm sang tàu sân bay.

## Những chiếc trong lớp

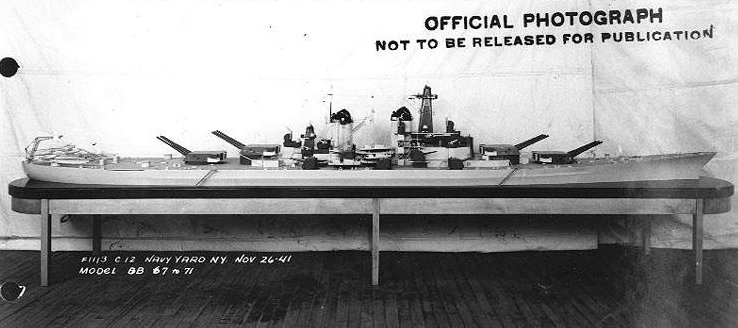
Mô hình lớp Montana vào năm 1941

Năm chiếc thuộc lớp Montana được chấp thuận chế tạo vào ngày 19 tháng 7 năm 1940, nhưng chúng bị dừng không thời hạn cho đến khi bị hủy bỏ vào ngày 21 tháng 7 năm 1943. Các con tàu dự định đóng tại các Xưởng hải quân New York, Philadelphia và Norfolk.

### USSMontana(BB-67)
Montana dự định là chiếc thiết giáp hạm dẫn đầu của lớp tàu. Nó là chiếc tàu chiến thứ ba của Hải quân Hoa Kỳ được đặt cái tên này nhằm tôn vinh tiểu bang thứ 41, và được phân cho Xưởng hải quân Philadelphia. Cả chiếc thiết giáp hạm trước đó BB-51 lẫn BB-67 đều bị hủy bỏ, nên Montana là một trong những tiểu bang Hoa Kỳ chưa từng có một thiết giáp hạm với ký hiệu lườn "BB" được hoàn tất được đặt theo tên.

### USSOhio(BB-68)
Ohio dự định là chiếc thiết giáp hạm thứ hai trong lớp Montana. Nó được đặt tên nhằm vinh danh tiểu bang thứ 17, và được phân cho Xưởng hải quân Philadelphia để chế tạo. Ohio sẽ là chiếc tàu chiến thứ tư mang cái tên này nếu như nó được nhập biên chế.

### USSMaine(BB-69)
Maine dự định là chiếc thiết giáp hạm thứ ba trong lớp Montana, Nó được đặt tên nhằm vinh danh tiểu bang thứ 23, và được phân cho Xưởng hải quân New York. Maine sẽ là chiếc tàu chiến thứ ba mang cái tên này nếu như nó được nhập biên chế.

### USSNew Hampshire(BB-70)
New Hampshire dự định là chiếc thiết giáp hạm thứ tư trong lớp Montana, Nó được đặt tên nhằm vinh danh tiểu bang thứ chín, và được phân cho Xưởng hải quân New York. New Hampshire sẽ là chiếc tàu chiến thứ ba mang cái tên này nếu như nó được nhập biên chế.

### USSLouisiana(BB-71)
Louisiana dự định là chiếc thiết giáp hạm thứ năm và là chiếc cuối cùng của lớp Montana. Nó được đặt tên nhằm vinh danh tiểu bang thứ 18 và được phân cho Xưởng hải quân Norfolk tại Portsmouth, Virginia. Louisiana sẽ là chiếc tàu chiến thứ ba mang cái tên này nếu như nó được nhập biên chế. Theo khía cạnh số liệu lườn, Louisiana có vinh dự là chiếc thiết giáp hạm Hoa Kỳ cuối cùng được chấp thuận chế tạo.